# آنکیلیابو (مانجا)
آنکیلیابو (به لاتین: Ankiliabo) یک منطقهٔ مسکونی در ماداگاسکار است که در مانجا واقع شده‌است. آنکیلیابو ۱۴٬۰۰۰ نفر جمعیت دارد و ۴۹ متر بالاتر از سطح دریا واقع شده‌است.